# Linden, Alabama
Linden là một thành phố thuộc quận Marengo, tiểu bang Alabama, Hoa Kỳ. Dân số năm 2009 là 2224 người, mật độ đạt 240 người/km².